# لوسيو مونيوث
لوسيو مونيوث (بالإسبانية: Lucio Muñoz)‏ هو رسام إسباني، ولد في 27 ديسمبر 1929 في مدريد في إسبانيا، وتوفي بنفس المكان في 24 مايو 1998.